# 山本直人 (評論家)
山本 直人（やまもと なおと、1964年 - ）は、日本のマーケティング研究家、評論家。

## 来歴
東京都生まれ。東京都立富士高等学校、慶應義塾大学法学部卒業。博報堂に入社。2004年退社、独立。マーケティングおよび人材育成のコンサルタント、青山学院大学経営学部マーケティング学科講師。

## 著書
- 『グッドキャリア キャリアがブランドになる時』東洋経済新報社、2004
- 『話せぬ若手と聞けない上司』新潮新書、2005
- 『マーケティング企画技術 マーケティング・マインド養成講座』東洋経済新報社、2005
- 『20代会社員の疑問 いま、働くこと』PHPエディターズ・グループ、2006
- 『売れないのは誰のせい? 最新マーケティング入門』新潮新書、2007
- 『大学生のためのキャリア講義 実況中継 就活本を読む前に』インデックス・コミュニケーションズ、2007
- 『「買う気」の法則 広告崩壊時代のマーケティング戦略』アスキー新書、2009
- 『ネコ型社員の時代 自己実現幻想を超えて』新潮新書、2009
- 『電通とリクルート』新潮新書、2010
- 『マーケターを笑うな! 「買いたく」させる発想法』朝日新聞出版、2010
- 『マーケティング演習ノート』東洋経済新報社、2010
- 『世代論のワナ』新潮新書、2012

共著
- 『コラボレーション・プロフェッショナル ゼロベース思考の状況マネジメント』齋藤嘉則共著 東洋経済新報社、2006

## 参考
- セブンネット